# Gasan Magomedov
Gasan Radžabovič Magomedov (rusky Гасан Раджабович Магомедов; * 17. ledna 1994 – 4. ledna 2015 Dagestán, Rusko) byl ruský fotbalový záložník.
Během své kariéry působil v klubu FK Anži Machačkala, kde hrál za juniorský a rezervní tým. Za rezervu debutoval 12. srpna 2014 v utkání ruské 3. ligy proti PFK Alanija Vladikavkaz (výhra 2:1). Celkem odehrál 16 ligových zápasů, gólově se neprosadil.
V neděli 4. ledna 2015 se vracel automobilem domů do obce blízko Machačkaly v Dagestánu, byl zasažen střelbou z palné zbraně neznámé osoby. Během převozu do nemocnice zraněním ve věku 20 let podlehl. Bylo zahájeno vyšetřování případu.